# Raimundo Revoredo Ruiz
Raimundo Revoredo Ruiz CM (* 28. Dezember 1927 in Lima; † 1. Dezember 2021 ebenda) war ein peruanischer römisch-katholischer Ordensgeistlicher und Prälat von Juli.

## Leben
Raimundo Revoredo Ruiz trat 1943 als Sechzehnjähriger in das Seminar der Missionskongregation in Tarma, Peru, ein. Er studierte Theologie in Bolivien und Spanien und trat der Ordensgemeinschaft der Lazaristen bei. Am 29. Juni 1950 empfing er die Priesterweihe in Tarragona, Spanien. Von 1950 bis 1952 war er Lehrer für Theologie am Seminar seiner Ordensgemeinschaft in Espluga, Tarragona, Spanien. Zwischen 1952 und 1954 war er Pfarrvikar in Puerto Sagunto, Spanien. 1954 wurde er nach Brooklyn, New York, USA, entsandt, wo er bis 1964 als Pfarrvikar diente. 1964 kehrte er nach Peru zurück, wo er bis 1971 als Pfarrer in der Pfarrei San Juan de Lima diente. 1968 wurde er zum Provinzrat gewählt. Im April 1968 wurde er zum Provinzdirektor der Töchter der Nächstenliebe von Peru (Hijas de la Caridad del Perú) und 1978 zum Bischofsvikar für die Pastoral der Erzdiözese Lima ernannt. 1980 wurde er Provinzdirektor der Daughters of Charity of Chile.
Papst Johannes Paul II. ernannte ihn am 25. November 1988 zum Prälaten von Juli. Der Apostolische Nuntius in Peru, Erzbischof Luigi Dossena, spendete ihm am 5. Januar des folgenden Jahres die Bischofsweihe; Mitkonsekratoren waren Jesús Mateo Calderón Barrueto OP, Bischof von Puno, und Augusto Beuzeville Ferro, Weihbischof in Lima.
Von seinem Amt trat Ruiz am 29. Mai 1999 zurück und kehrte in seine Ordensgemeinschaft zurück und übte verschiedene Ämter aus, beispielsweise als Pastor und Pfarrvikar. Die letzten Monate lebte er in der Krankenstation des Zentralhauses von Lima. Er starb Anfang Dezember 2021 mit 93 Jahren in Lima.

## Auszeichnungen und Ehrungen
- Medalla de Oro de Santo Toribio de Mogrovejo (Peru, 2002)